# Respirómetro
Um respirómetro um aparelho que mede a taxa de respiração de um organismo vivo: mede a taxa de troca de oxigénio e dióxido de carbono.